# Bliemeister-Verfahren
Das Bliemeister-Verfahren, nach seinem Erfinder Louis W. Bliemeister benannt, ist die 1961 eingeführte Methode der Herstellung von Bleischrot in kleinen Mengen, die den Schrot-Turm überflüssig machte. Beim Bliemeister-Verfahren wird geschmolzenes Blei aus einer geringen Höhe (einige Millimeter) in heißes Wasser oder ein anderes heißes Kühlmittel gegeben. Die dabei entstehenden Metalltropfen rollen dann eine Unterwasserrutsche entlang, um zu Kugeln abzurunden. Die Temperatur des Wassers wird entsprechend der Abkühlrate gewählt, die von der Größe der Schrotkugeln und der Reinheit des Bleis abhängt. Antimonzusätze erniedrigen den Schmelzpunkt des Bleis. 
Es gibt mittlerweile Geräte nach dem Bliemeister-Verfahren, mit denen man selbst seinen Bleischrot herstellen kann.